# Falmouth (Antígua e Barbuda)
Falmouth é uma cidade de Antígua. Ela está localizada ao sul da ilha, no final de Falmouth Harbour. Uma estrada liga Falmouth com sua cidade vizinha, Liberta.